# 1902 في إيطاليا
فيما يلي قوائم الأحداث التي وقعت خلال عام 1902 في إيطاليا.

## رياضة
- 1 يناير – البطولة الاتحادية الإيطالية لكرة القدم 1902

## مواليد

### فبراير
- 25 فبراير – فيرجينيو روزيتا لاعب ومدرب كرة قدم إيطالي.

### مارس
- 10 مارس – ماريو ماغنوزي لاعب ومدرب كرة قدم إيطالي.

### أغسطس
- 11 أغسطس – ألفريدو بيندا درّاج طريق إيطالي.
- 24 أغسطس – كارلو غامبينو مجرم إيطالي.

### سبتمبر
- 1 سبتمبر – ريكاردو موراندي

### أكتوبر
- 13 أكتوبر – فرانكو جيورجيتي درّاج طريق إيطالي.
- 14 أكتوبر – لياركو غيرا دراج إيطالي.

### نوفمبر
- 2 نوفمبر – مافالدا أميرة سافوي
- 20 نوفمبر – جانبييرو كومبي لاعب كرة قدم إيطالي.
- 26 نوفمبر – أليساندرو سكينوني لاعب كرة قدم إيطالي.

## وفيات

### فبراير
- 12 فبراير – لورد دوفرين (مواليد 1826) سياسي بريطاني.

### يونيو
- 19 يونيو – لورد أكتون (مواليد 1834)